# مئا کولپا (بخش دوم)
مئا کولپا (Mea Culpa) (بخش دوم)، تک‌آهنگی خلق‌شده به وسیلهٔ پروژهٔ موسیقی انیگما در سال ۱۹۹۱ می‌باشد و یکی از معروف‌ترین آثار انیگماست.

## فهرست آهنگ‌ها
- «Fading Shades Mix» - مدت: 6:15
- «Orthodox Mix» - مدت: 3:58
- «Catholic Version» - مدت: 3:54